# Ястребино (посёлок при железнодорожной станции, Ленинградская область)
Ястребино — посёлок при станции в Большеврудском сельском поселении Волосовского района Ленинградской области.

## История
Согласно данным переписи населения СССР 1926 года в населённом пункте разъезд Ястребино Беседского сельсовета Ястребинской волости Кингисеппского уезда проживали 7 человек, шесть эстонцев и один русский.

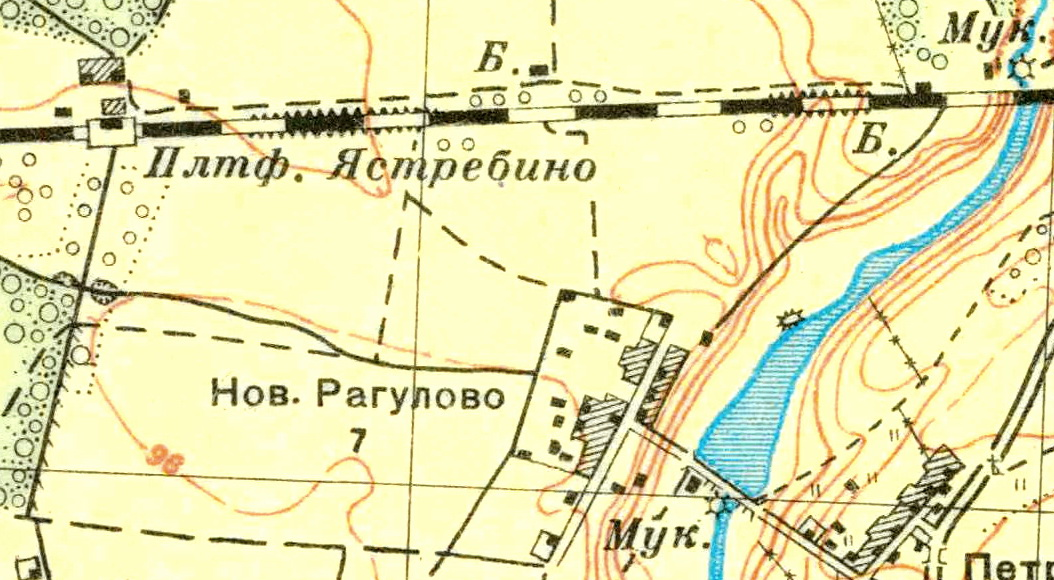
Разъезд Ястебино на карте 1930 года

По данным 1966 года разъезд Ястребино находился в составе Каложицкого сельсовета.
По данным 1973 года посёлок при железнодорожной станции Ястребино входил в состав Каложицкого сельсовета.
По данным 1990 года посёлок посёлок при железнодорожной станции Ястребино входил в состав Беседского сельсовета.
В 1997 году в посёлке Ястребино проживали 5 человек, посёлок относился к Беседской волости, в 2002 году — 3 человека (все русские), в 2007 году — 6 человек.
В мае 2019 года посёлок вошёл в состав Большеврудского сельского поселения.

## География
Посёлок находится в западной части района у железнодорожной платформы Ястребино на линии Гатчина — Ивангород, к северу от автодороги 41А-186 (Толмачёво — автодорога «Нарва»).
Расстояние до административного центра поселения — 6 км.
К востоку от посёлка протекает река Хревица.

## Демография
| 1997 | 2002 | 2007 | 2010 | 2017 |
| ---- | ---- | ---- | ---- | ---- |
| 5    | ↘3   | ↗6   | ↘0   | →0   |

### Национальный состав
Согласно данным Всероссийской переписи населения 2021 года в деревне проживали 2 человека, все русские.